# 颱風薇拉 (1959年)
颱風薇拉（英語：Typhoon Vera，國際編號：5915，中國大陸編號：5908，聯合颱風警報中心：39W）是1959年太平洋台风季的一個热带气旋，风暴在9月21日形成，在9月28日消散，维持了一星期。薇拉影响了日本本州，並為該區造成巨大廣泛破壞及水浸。是次風災共造成4,697人死亡、401人失蹤、32,285人受傷。
由於薇拉為日本本州，特別是名古屋市附近的伊勢灣沿岸帶來嚴重破壞，故日本氣象廳於同年9月30日為它命名為伊勢灣颱風（伊勢湾台風），是為氣象廳10個命名颱風其中之一。薇拉帶來的風災亦是日本明治時代以来最大的颱風災害，也是日本戰后到1995年1月17日的阪神大地震期間，造成最多人死亡的自然災害，與室戶颱風、枕崎颱風并列為昭和三大颱風。

## 氣象歷史
一個熱帶低氣壓於1959年9月21日在關島及密克罗尼西亚联邦楚克群島之間海域形成，並增強為熱帶風暴，命名為薇拉。之後薇拉向西北移動，翌日增強為一颱風。9月23日，薇拉迅速增強，達到聯合颱風警報中心所定一分鐘平均風速195英里每小時（315公里每小時）的顛峰強度，其中心最低氣壓低至896百帕斯卡。此數據是由聯合颱風警報中心派遣的偵察機在薇拉中心附近所錄得。
與其他超級颱風不同的是，薇拉移入高緯度地區後仍能大致維持其強度，只是稍為減弱。受惠著當地的水溫高、幅散及幅合強勁和風切變低的環境下，仍能維持相當於現時萨菲尔-辛普森飓风等级五級的強度。9月26日，薇拉以160英里每小時的風力在日本近畿地方沿岸登陸，然後迅速橫過本州並減弱。9月27日，薇拉由東北地方沿岸以一級颱風風力出海，並向東移動，最後於翌日受西風槽影響而轉變成溫帶氣旋。

## 影響
薇拉為日本帶來嚴重的自然災害。薇拉帶來的狂風暴雨，加上由暴雨造成的水浸，導致當地有4,697人死亡、401人失蹤、32,285人受傷，另有1,596,855人無家可歸。薇拉帶來的風災亦是日本明治時代以来最大的颱風災害，也是日本戰后到1995年1月17日的阪神大地震期間，造成最多人死亡的自然災害。
廣泛地區的農作物受到破壞，造成糧食短缺。當地的海塘被毀、道路和鐵路受損、河水氾濫、逾200艘船隻沉沒，為當地造成約2億6100萬美元（以1959年計算）。痢疾、坏疽、破傷風及其他傳染病在名古屋市南部爆發。
| 排名     | 熱帶氣旋     | 名稱     | 氣壓 (hPa) | 登陸時間 (UTC+9)    | 登陸地點     |
| -------- | ------------ | -------- | ---------- | ------------------- | ------------ |
| 1        | 第二室戶颱風 | Nancy    | 925        | 1961年9月16日 9時   | 室戸岬西方   |
| 2        | 伊勢湾颱風   | Vera     | 929        | 1959年9月26日 18時  | 潮岬西方     |
| 3        | 颱風仁斯     | Yancy    | 930        | 1993年9月3日 16時   | 薩摩半島南部 |
| 4        | 颱風南瑪都   | Nanmadol | 935        | 2022年9月18日 19時  | 鹿児島市附近 |
| 4        | 颱風露芙     | Ruth     | 935        | 1951年10月14日 19時 | 串木野市附近 |
| 6        | 颱風密瑞兒   | Mireille | 940        | 1991年9月27日 16時  | 佐世保市南   |
| 6        | 颱風戴莉斯   | Trix     | 940        | 1971年8月29日 23時  | 佐多岬       |
| 6        | 颱風雪莉     | Shirley  | 940        | 1965年9月10日 8時   | 安藝市附近   |
| 6        | 颱風琴恩     | Jean     | 940        | 1965年8月6日 4時    | 牛深市附近   |
| 6        | 颱風維爾達   | Wilda    | 940        | 1964年9月24日 17時  | 佐多岬       |
| 6        | 颱風魯依絲   | Louise   | 940        | 1955年9月29日 22時  | 薩摩半島     |
| 6        | 颱風葛瑞絲   | Grace    | 940        | 1954年8月18日 2時   | 鹿児島県西部 |
| 參考記錄 | 室戶颱風     |          | 911.6      | 1934年9月21日       | 室戸岬西方   |
| 參考記錄 | 枕崎颱風     | Ida      | 916.3      | 1945年9月17日       | 枕崎町附近   |

## 參看
- 室戶颱風
- 枕崎颱風

## 外部連結
- （英文）颱風薇拉報告，聯合颱風警報中心
- （日語）颱風薇拉資料 （页面存档备份，存于），日本氣象廳
- （日語）YouTube上的伊勢灣颱風紀錄(生產於1960年) - 該紀錄片由名古屋